# NGC 5516
NGC 5516 ist eine 12,0 mag helle elliptische Galaxie vom Hubble-Typ E-S0 im Sternbild Zentaur und etwa 178 Millionen Lichtjahre von der Milchstraße entfernt.
Sie wurde am 1. Juli 1834 von John Herschel mit einem 18-Zoll-Spiegelteleskop entdeckt, der bei zwei Beobachtungen „F, S, R, near 2 stars 12th mag; a small double star follows 5′“ und „pB, S, R, psbM, 15 arcseconds“ notierte.